# Elly Aerden
Elly Aerden is een Belgische zangeres en frontvrouw van de groep Eléonor. Ze begon haar muzikale carrière met de groep Mairan. Aerden volgde een zangopleiding aan de muziekacademie van Turnhout.
Ze geeft lessen folkzang op de muziekacademies van Sint-Niklaas en Lebbeke en geeft daarnaast vaak cursussen en workshops, zoals bijvoorbeeld op de stage in Gooik van Muziekmozaïek.
Ze is geregeld gastzangeres in andere formaties zoals Olla Vogala, Amorroma en Zefiro Torna.
Met Eléonor bracht ze 3 albums uit: Erros (2014), Vive (2017) en 'Ik had me het leven anders voorgesteld - gezongen Slauerhoff' met Gerry De Mol (2021). Tijdens de corona-pandemie bracht ze ook de videopodcast 'Voel je hoe ik naar je toe kom' uit op YouTube, waarmee ze in (muzikaal) gesprek ging met interessante stemmen uit de Belgische muzieksector zoals Jan Hautekiet, Mira Bertels en Tuur Florizoone.
In 2024 speelt ze samen met Jan Van Rossem het muziektheater Regen en Vuur, en lanceert ze een project met Maarten Decombel en Jan Van Rossem met Nederlandse hertalingen van de muziek van Crosby, Stills, Nash & Young.